# ヴァルモレーア
ヴァルモレーア（イタリア語: Valmorea）は、イタリア共和国ロンバルディア州コモ県にある、人口約2,600人の基礎自治体（コムーネ）。

## 地理

### 位置・広がり
コモ県南西部のコムーネ。ヴァレーゼから東へ9km、県都コモから西へ12km、州都ミラノから北北西へ44kmの距離にある。

#### 隣接コムーネ
隣接するコムーネは以下の通り。
- アルビオーロ
- ビッツァローネ
- ローデロ
- ソルビアーテ・コン・カーニョ (カーニョ)
- ウッジャーテ・コン・ロナーゴ

### 地震分類
イタリアの地震リスク階級 (it) では、4 に分類される
。

## 行政

### 分離集落
ヴァルモレーアには、以下の分離集落（フラツィオーネ）がある。
- Caversaccio, Casanova Lanza, San Rocco, Dosso, Malpaga